# Пятилетка 2-я
Пятилетка 2-я — посёлок в Бобровском районе Воронежской области России. Входит в состав Чесменского сельского поселения.

## География
Находится на высоте около 140 м над уровнем моря в междуречье рек Икорец и Берёзовка, в верховье балки Банный Лог (бассейн Берёзовки). На балке в посёлке организован пруд.
Связан грунтовыми дорогами: с центром поселения — селом Чесменка на восток, с посёлком Бобровский 1-й на запад, с селом Песковатка на юг.

## Население
| 2000 | 2005 | 2010 |
| ---- | ---- | ---- |
| 2    | ↘0   | →0   |